# Escharella
Escharella är ett släkte av mossdjur som beskrevs av Gray 1848. Escharella ingår i familjen Romancheinidae.
Släktet Escharella indelas i:
- Escharella abyssicola
- Escharella acuta
- Escharella anatirostris
- Escharella ashapuraae
- Escharella atypica
- Escharella bensoni
- Escharella connectens
- Escharella crozetensis
- Escharella cryptooecium
- Escharella diaphana
- Escharella dijmphnae
- Escharella discors
- Escharella fusca
- Escharella gilsoni
- Escharella hozawai
- Escharella immersa
- Escharella incudifera
- Escharella indivisa
- Escharella klugei
- Escharella labiata
- Escharella labiosa
- Escharella laqueata
- Escharella latodonta
- Escharella levinseni
- Escharella longicollis
- Escharella mamillata
- Escharella obscura
- Escharella octodentata
- Escharella praealta
- Escharella pseudopunctata
- Escharella quadrata
- Escharella rugosa
- Escharella rylandi
- Escharella serratilabris
- Escharella spinosissima
- Escharella takatukii
- Escharella teres
- Escharella thompsoni
- Escharella uncifera
- Escharella variolosa
- Escharella watersi
- Escharella ventricosa